# Мрясово (Оренбургская область)
Мрясово — село в Новосергиевском районе Оренбургской области России. Входит в состав Кувайского сельсовета.

## География
Село находится на западе центральной части Оренбургской области, в пределах возвышенности Общий Сырт, в степной зоне, на правом берегу реки Кувай, на расстоянии примерно 26 километров (по прямой) к северо-востоку от Новосергиевки, административного центра района. Абсолютная высота — 162 метра над уровнем моря.
Климат
Климат характеризуется как резко континентальный с продолжительной морозной зимой и относительно коротким жарким сухим летом. Среднегодовая температура составляет 4,5 °C. Средняя температура воздуха самого тёплого месяца (июля) — 21,5 °C (абсолютный максимум — 42 °C); самого холодного (января) — −15 °C (абсолютный минимум — −44 °C). Безморозный период длится около 145 дней. Среднегодовое количество атмосферных осадков составляет 350—400 мм, из которых 221 мм выпадает в тёплый период. Продолжительность снежного покрова составляет 139—140 дней.
Часовой пояс
Село Мрясово, как и вся Оренбургская область, находится в часовой зоне МСК+2. Смещение применяемого времени относительно UTC составляет +5:00.

## Население
| 2010 |
| ---- |
| 299  |

Половой состав
По данным Всероссийской переписи населения 2010 года в половой структуре населения мужчины составляли 49,2 %, женщины — соответственно 50,8 %.
Национальный состав
Согласно результатам переписи 2002 года, в национальной структуре населения башкиры составляли 94 % из 322 чел.

## Известные уроженцы
- Мрясов Сагит Губайдуллович — деятель Башкирского национального движения, член Башкирского Правительства, муфтий Башкирской АССР.